# Maison serbe à Sremska Mitrovica
La maison serbe à Sremska Mitrovica (en serbe cyrillique : Српски дом, Сремска Митровица ; en serbe latin : Srpski dom, Sremska Mitrovica) se trouve à Sremska Mitrovica, dans la province de Voïvodine, en Serbie. Elle est inscrite sur la liste des monuments culturels protégés de la république de Serbie (identifiant no SK 1570).

## Présentation

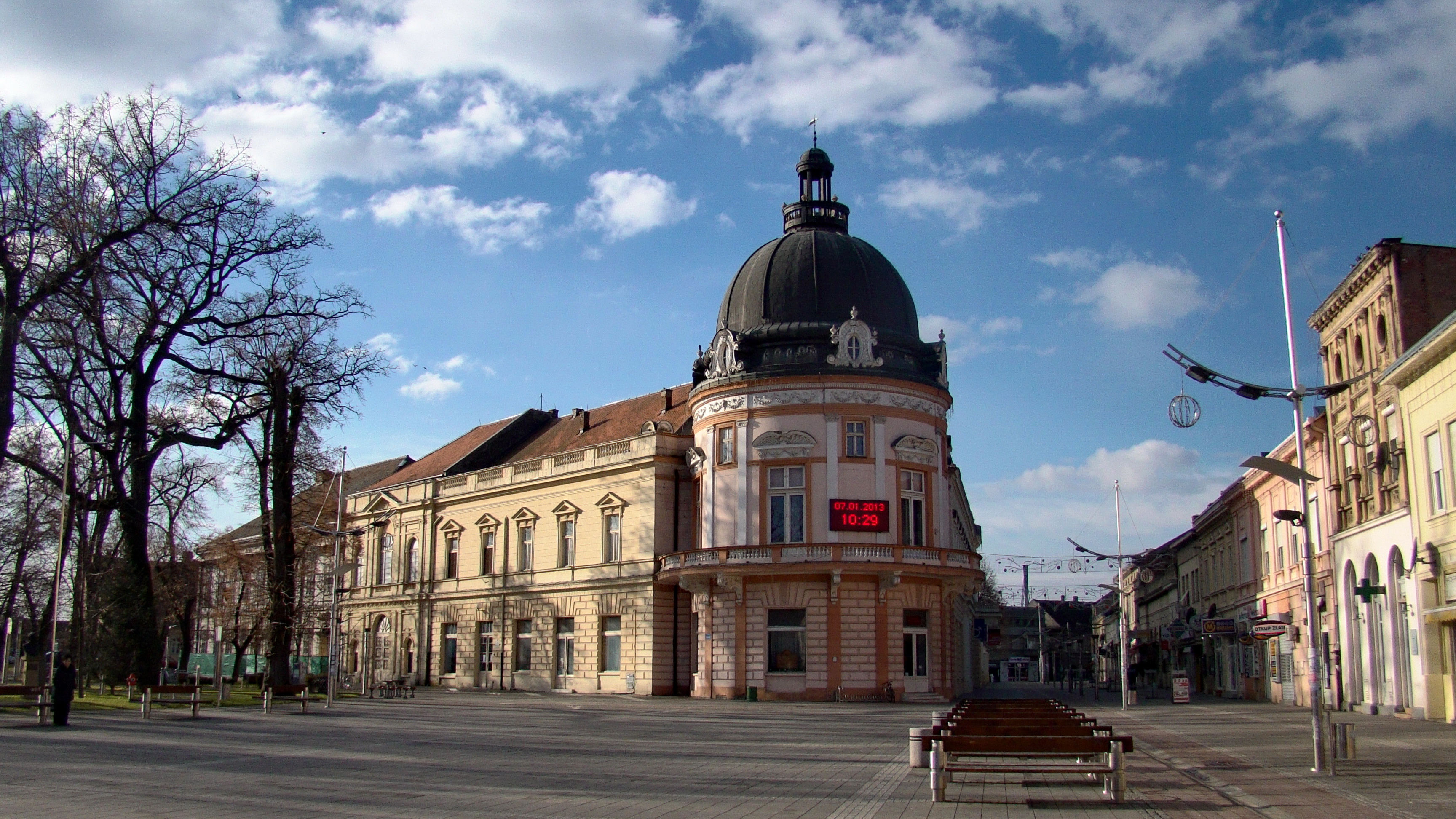
L'aile gauche du bâtiment (Théâtre Dobrica Milutinović)

La « maison serbe » a été construite en 1895 par la paroisse orthodoxe serbe de Sremska Mitrovica selon un projet de Vladimir Nikolić, l'architecte du patriarche Georgije Branković. Les travaux de construction ont été menés par Franjo Jenč, un architecte et ingénieur de Zemun. Le bâtiment est caractéristique du style éclectique avec des éléments néo-Renaissance et néo-baroques.
La maison serbe a abrité diverses institutions et divers établissements : la salle de lecture serbe et la société serbe de chant, qui ont joué un rôle importants dans le développement culturel de la ville, puis l'association des artisans, un café et un hôtel. Pendant la Première Guerre mondiale, elle a servi de quartier général à l'armée austro-hongroise et la tour de l'église qui dominait alors l'édifice servait de poste d'observation. Le bâtiment a été bombardé par l'artillerie du royaume de Serbie le 9 septembre 1914 et a été presque détruit ; il a été reconstruit après la guerre et un dôme a été construit à cette occasion ressemblant à un clocher d'église. Dans les années 1990, ce dôme a été remplacé par un nouveau dôme de style néo-baroque.
Aujourd'hui, le bâtiment abrite le Théâtre Dobrica Milutinović et la Bibliothèque Gligorije Vozarović, ainsi que la paroisse orthodoxe serbe.